# Kumamon

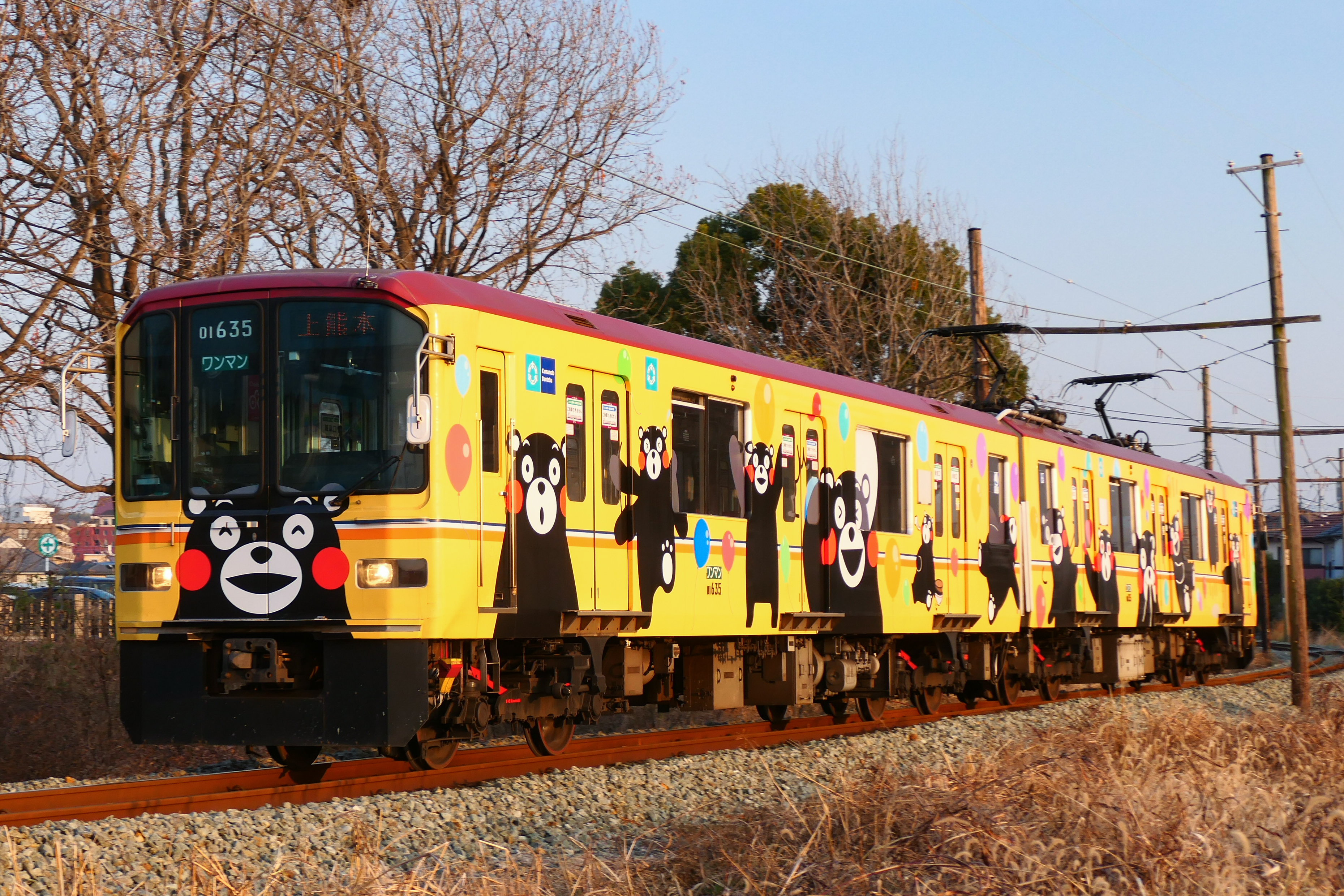
Vlak železničního dopravce Kumamoto denki tecudó polepený Kumamonem, 2022

Kumamon (japonsky くまモン) je oficiální medvědí maskot prefektury Kumamoto v Japonsku, kde se maskoti míst, událostí a společností těší velké oblibě. Má černou srst, překvapený výraz, červené tváře a rozpustilou povahu. Byl vytvořen v březnu 2010, aby pomohl v kampani ke spuštění prodlouženého úseku dráhy šinkansenu přilákat návštěvníky do turisty opomíjeného města Kumamoto. Jeho jméno je spojením japonského slova pro medvěda kuma a označení pro osobu v místním dialektu mono. Postavička se okamžitě stala oblíbenou a v roce 2011 vyhrála s 277 000 hlasů celostátní soutěž maskotů. Za rok 2015 se prodaly hračky, oblečení a další předměty s jeho podobiznou, které je dostupné po celém Japonsku i v zahraničí, v hodnotě jedné miliardy amerických dolarů, v roce 2019 za 1,4 miliardy. Po zemětřesení v roce 2016 se stal hlavní tváří kampaně pro obnovu regionu. Kumamon má vlastní webové stránky a jeho twitterový účet v lednu 2025 sledovalo přes 800 000 lidí. Jeho obrázek před hořící hranicí s anotací „Why? For the Glory of Satan of course!“ (volně česky „Proč? Pro slávu Satanovu!“) se stal internetovým memem.